# Zweiter Koalitionskrieg
Ostrach – Feldkirch – Stockach I – Verona – Magnano – Cassano d’Adda – Bassignana – Paradies – Frauenfeld – Winterthur – Zürich I – Trebbia – Mantua – Novi – Döttingen – Vlieter – Bergen – Gotthard – Dietikon – Zürich II – Schänis – Muotatal – Näfels – Egmont – Castricum – Genola – Wiesloch – Genua – Rheinklingen – Büsingen – Engen – Stockach II –  Meßkirch – Biberach II – Montebello – Marengo – Höchstädt – Oberhausen – Brión – Hohenlinden – Walserfeld – Pozzolo – Kopenhagen – Algeciras I – Algeciras II
Der Zweite Koalitionskrieg (1798/99–1801/02) wurde von einer Allianz um Russland, Österreich und Großbritannien gegen das im Ersten Koalitionskrieg erfolgreiche revolutionäre Frankreich geführt. Der erfolgreichste französische General, Napoleon Bonaparte, war nach der verlorenen Seeschlacht bei Abukir in Ägypten isoliert. Auch deswegen war das Bündnis zunächst sehr erfolgreich und konnte die französisch dominierten Tochterrepubliken in Italien zerschlagen und die alte Ordnung wiederherstellen. Allerdings waren die Verbündeten zerstritten, und Russland verließ die Allianz. Nachdem Napoleon aus Ägypten zurückgekehrt war und in Frankreich mit dem Konsulat die Herrschaft übernommen hatte, siegte er 1800 in Italien. Die verbliebenen Verbündeten schlossen Frieden mit Frankreich. 1801 bestätigte der Friede von Lunéville dabei im Wesentlichen die Bestimmungen von Campo Formio. Die Niederlage der Alliierten war indirekt für die völlige Neugestaltung des Heiligen Römischen Reiches durch den Reichsdeputationshauptschluss mitverantwortlich. Mit dem Frieden von Amiens zwischen Großbritannien und Frankreich war der Krieg 1802 endgültig beendet.

## Vorgeschichte
Der Erste Koalitionskrieg hatte insbesondere durch die Siege Napoleons eine erhebliche Ausweitung des französischen Einflusses mit sich gebracht. Zahlreiche Gebiete, etwa der niederländische Raum und das linksrheinische Rheinland, gehörten zum französischen Machtbereich. In den Niederlanden, Italien und der Schweiz waren Tochterrepubliken entstanden. Das Königreich Sardinien war besetzt. Frankreich hatte auch die Ionischen Inseln in Besitz genommen und verfügte damit über die Möglichkeit, auf dem Balkan einzugreifen. In Irland unterstützte Frankreich die antibritischen Aufständischen.

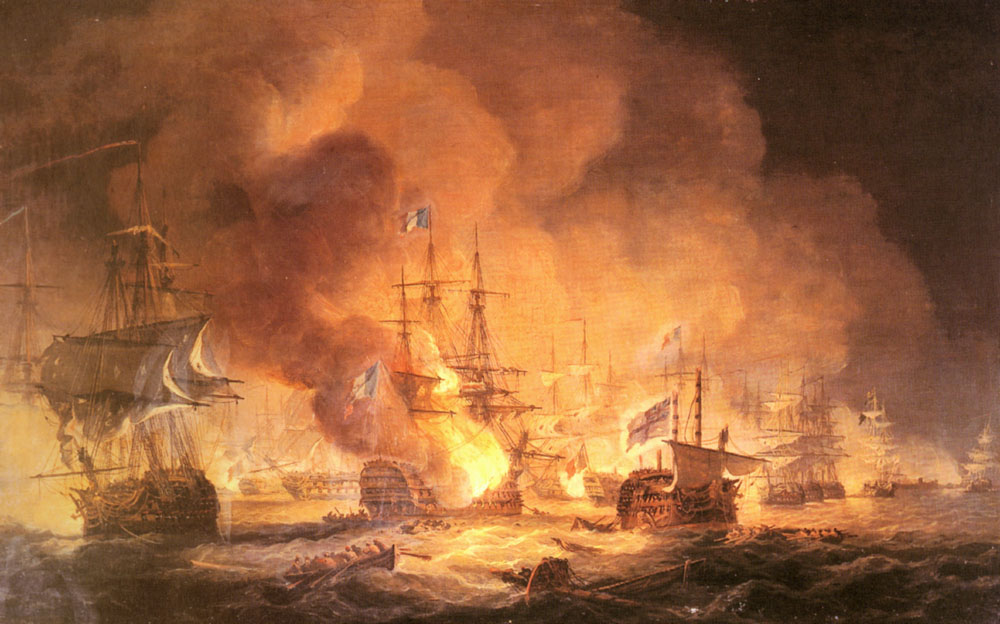
Schlacht bei Abukir 1798(Thomas Luny, 1834)

Der Krieg gegen Großbritannien war noch nicht beendet. Vor diesem Hintergrund kam es zum Ägyptenfeldzug Napoleons, um mit der Eroberung Ägyptens die britische Herrschaft in Indien zu bedrohen und die französische Hegemonie im Mittelmeer zu sichern. Auf dem Weg dahin eroberte Napoleon Malta, das im Besitz des Malteserordens war. Napoleon war zu Lande erfolgreich. Aber seit dem Sieg von Horatio Nelson bei Abukir am 1. und 2. August 1798 war seine Armee im Vorderen Orient isoliert.
Der russische Kaiser Paul I. war Großmeister des Malteserordens und nahm daher Anteil an dessen Schicksal. Insbesondere aber ging es ihm darum, ein weiteres Vordringen der Franzosen im Mittelmeer zu verhindern. Trotz weiter bestehender politischer Gegensätze schloss Russland im Dezember 1798 ein Bündnis mit dem Osmanischen Reich. Dieses hatte Frankreich wegen des Überfalls des zum Reich gehörenden Ägypten bereits den Krieg erklärt. Kurz darauf wurde ein älteres russisch-britisches Bündnis erneuert. Zunächst wurde am 18. Dezember ein provisorischer Vertrag geschlossen. Im Juni des nächsten Jahres folgte ein Vertrag über eine gemeinsame Expedition in die Niederlande. In Österreich, wo man die neuen französischen Tochterrepubliken als Bedrohung ansah, begann man ebenfalls ein Bündnis mit Russland in Erwägung zu ziehen. Zunächst gestattete man lediglich den Durchmarsch einer russischen Armee von 60.000 Mann durch Habsburger-Gebiet nach Italien. Die Truppen kamen im Februar im österreichischen Machtbereich an. Frankreich sah dies als Bruch des Friedens an und erklärte Österreich am 12. März 1799 den Krieg.
Auch Portugal und der Kirchenstaat gehörten zum Bündnis. Preußen schloss sich unter seinem neuen König Friedrich Wilhelm III. allerdings nicht an. Für die kleineren Reichsstände vor allem im südlichen Deutschland schien ein neuer Krieg die Möglichkeit zu bieten, die auf dem Rastatter Kongress zu Tage getretenen Absichten zur Säkularisation und andere Beschlüsse rückgängig zu machen. Nachdem die Österreicher und Russen anfänglich erfolgreich gewesen waren, wurde der Reichskrieg gegen Frankreich erneuert, der formal nicht beendet war. Der Reichstag stimmte unter anderem der Finanzierung von 100 Römermonaten zu. Im Gegensatz dazu weigerten sich die preußisch dominierten norddeutschen Reichsstände, ihre Neutralität zu brechen und beteiligten sich weder finanziell noch mit Truppen am Krieg. Daher blieb der Erfolg hinter den Erwartungen zurück. Von den Reichsständen beteiligten sich insbesondere Kurbayern, Württemberg und Kurmainz.

## Die Feldzüge von 1799
Die innenpolitische und militärorganisatorische Lage in Frankreich war schwierig. Die Armee war zahlenmäßig schwächer als 1793/94. Außerdem gab es Aufstände in manchen Gebieten. Die einsatzfähigen Truppen von 250.000 Mann waren entlang der langen Grenzen von Holland bis Neapel verstreut.

### Lage in Unteritalien
Dem Bündnis der Koalition schloss sich auch das Königreich Neapel an, das sich durch die französische Expansion in Italien bedroht sah. Voreilig erhob sich das Land auf Drängen der Königin Maria Karolina bereits 1798 gegen die Franzosen. Der österreichische General Mack marschierte mit 80.000 Mann auf Rom, der französische Befehlshaber Jacques MacDonald musste sich mit seinen 6.000 Mann aus der Stadt zurückziehen. Am 5. Dezember 1798 wurden die Neapolitaner aber bei Porto Fermo geschlagen, als sie die Franzosen bei Civita Castellana angriffen. Infolgedessen brachen Meutereien bei Macks Truppen aus. Am 14. Dezember war MacDonald wieder Herr über Rom. Er bekam Anfang des Jahres 1799 das Kommando über die Truppen, die Neapel eroberten, erhielt aber den Befehl, das Land wieder zu räumen. Die französischen Truppen blieben in Süditalien erfolgreich, es kam im Januar 1799 zur Bildung der Parthenopäischen Republik. König Ferdinand III. musste auf die Insel Sizilien fliehen.

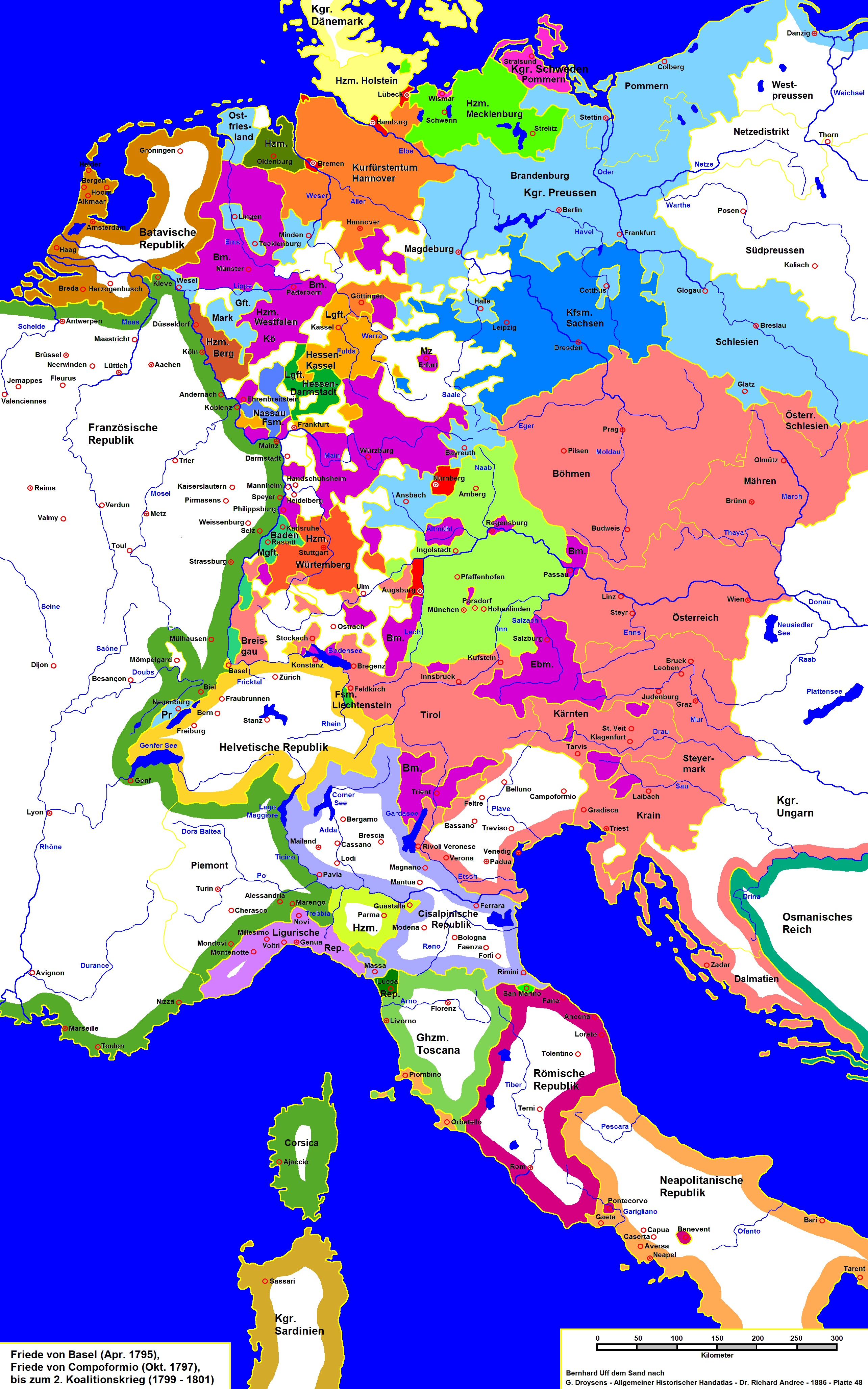
Mitteleuropa um 1800

### Krieg in Süddeutschland und am Alpen- und Hochrhein, Erste Schlacht bei Zürich
Französische Truppen unter General Masséna rückten Anfang März über helvetischen Boden zum Alpenrhein vor. Sie planten, mit 12.000 Mann ins Montafon vorzudringen. Am 6. März versuchte Masséna zwischen Bregenz und Maienfeld an mehreren Stellen, den Übergang über den Alpenrhein zu erzwingen, worauf die Österreicher unter Feldmarschalleutnant Hotze am 7. März die Feldkirch bedrohende französische Division Oudinot zurückzuwerfen suchten. Am 22. und 23. März 1799 kam es zur Schlacht bei Feldkirch, in der sich österreichischer Landsturm unter General Jelačić den Franzosen mit Erfolg entgegenstellte.
Zur selben Zeit war auch die französische Donauarmee unter General Jourdan mit 45.000 Mann bei Kehl und Basel über den Rhein gegangen und nach Süddeutschland eingedrungen. 77.000 Österreicher unter Erzherzog Karl stellten sich den Franzosen in den Schlachten bei Ostrach (21. März 1799) und Stockach (25. März 1799) entgegen, worauf sich die Donauarmee auf Villingen zurückziehen musste.
Hierauf räumten die Franzosen den Osten der Helvetischen Republik. Ihnen folgten die zwei österreichischen Heere unter Hotze und Erzherzog Karl. Diese verfolgten die Absicht, sich möglichst bald miteinander zu vereinen. Am 22. Mai 1799 erreichte die Vorhut des Erzherzogs das Städtchen Frauenfeld im heutigen Kanton Thurgau, wo sie stehen blieb, um dort am 24. Mai mit der Vorhut Hotzes zusammen zu treffen. Nun entschloss sich Masséna, der bei Winterthur stand, die Vereinigung der österreichischen Hauptkräfte zu verhindern. Zu diesem Zweck entsandte er vier französische und 2 helvetische Bataillone, eine Kompanie helvetischer Scharfschützen, fünf Eskadronen Husaren und acht Kanonen unter Oudinot und dem erst am 28. März 1799 zum General der Helvetischen Republik bestimmten Augustin Keller (* 1754). Als Reserve folgte General Soult  (1769–1851) mit weiteren drei französischen und drei helvetischen Bataillonen. Am 24. Mai 1799 war General Keller wegen Unfähigkeit entlassen und der seitherige Generaladjutant Johannes Weber durch das Direktorium der Helvetischen Republik zum General bestimmt worden. Am 25. Mai 1799 kam es zum Gefecht bei Frauenfeld, bei dem Weber den Tod fand.
Erzherzog Karl konnte nun seine Truppen mit den Korps der Generale Bellegarde und Hotze vereinen und die unterlegenen Franzosen bis 7. Juni 1799 in der Ersten Schlacht bei Zürich zum Rückzug auf das westliche Ufer der Limmat zwingen.
Am 14. August 1799 traf ein russisches Hilfskorps unter General Alexander Rimski-Korsakow zur Verstärkung der Österreicher in Schaffhausen ein. Erzherzog Karl versuchte daraufhin, die Franzosen in der Zentralschweiz einzukesseln. In der zweiten Septemberhälfte griff ein französisches Korps unter Soult zwischen Zürich und Walensee die Truppen Hotzes an. Die Franzosen unter Massena siegten am 26. September in der Zweiten Schlacht bei Zürich und vertrieben die Reste der Koalitionstruppen aus der Helvetischen Republik.

### Krieg in Norditalien

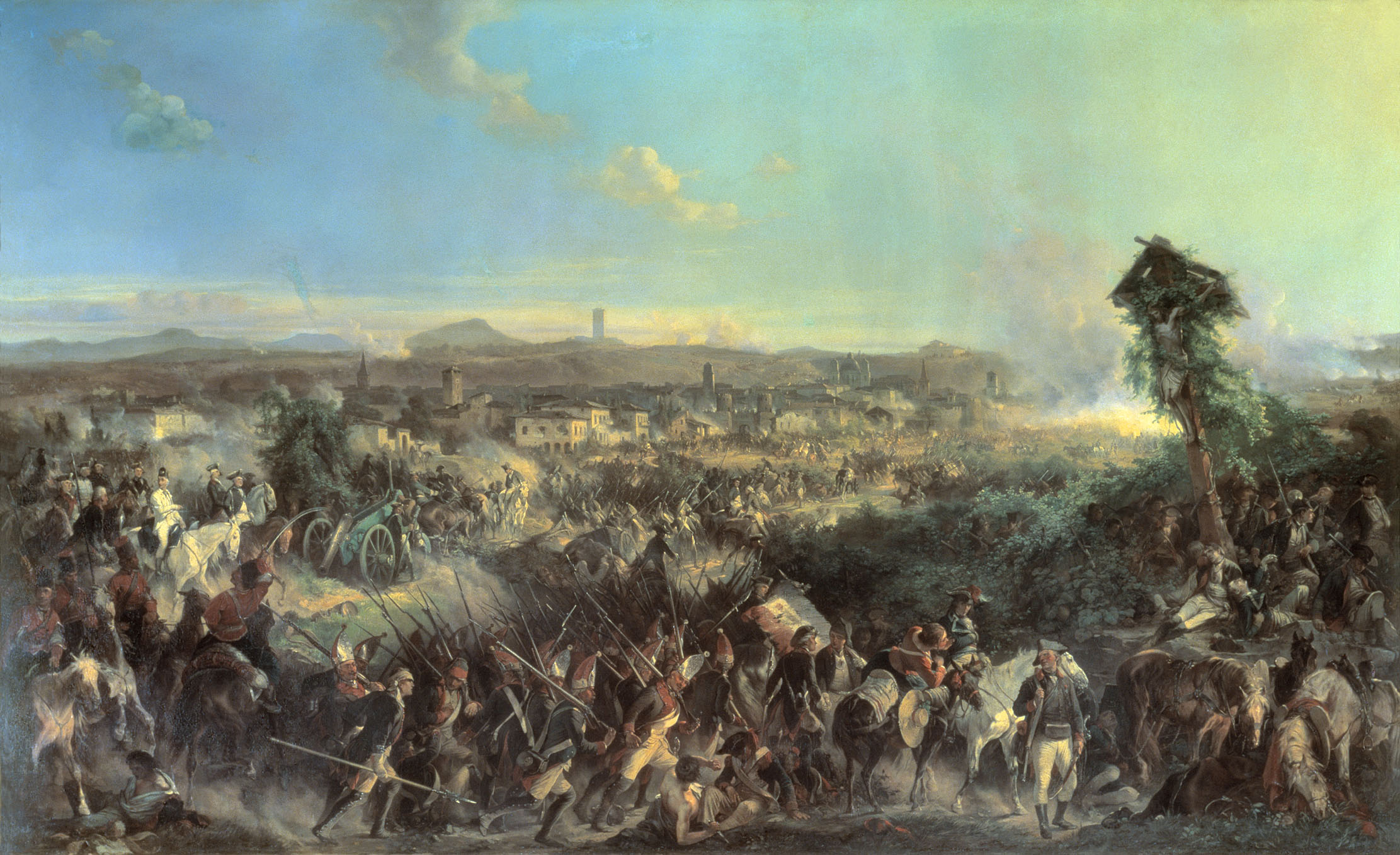
Schlacht bei Novi (Alexander Kotzebue, 1852–1855)

In Norditalien schritten die Franzosen unter General Schérer zur Offensive und warfen die österreichische Vorhut im Gefecht bei Pastrengo am 6. März und vor Verona zurück. Schérer plante am 26. März mit drei Divisionen (Serrurier, Delmas und Grenier) das gegnerische Lager von Pastrengo anzugreifen. Gleichzeitig sollten zwei weitere Divisionen die österreichischen Kräfte bei Verona festhalten, während die Division Montrichard bei Legnago zur Offensive schritt (Schlacht bei Verona (1799)). Kray passierte die Etsch bei Verona mit der ganzen Armee und kam Schérer in der Schlacht bei Magnano am 5. April 1799 mit einem Gegenangriff zuvor.
Am 8. April traf das erste Korps der russischen Armee unter General der Infanterie Rosenberg in Villach ein. Am 11. April setzte es seinen Marsch fort und traf am 15. April in Valeggio ein. Nachdem es zur Vereinigung mit der österreichischen Armee unter General Melas gekommen war, wurde der russische Feldmarschall Alexander Suworow mit dem allgemeinen Oberbefehl betraut. Die französische Armee unter Moreau wurde in der Schlacht an der Adda vom 25. bis 27. April vernichtend geschlagen. Nach weiteren Gefechten bei Pozzo und Voprio und der Kapitulation der Division Serruriers am 28. April rückte die verbündete Armee am 29. April in Mailand ein. Die Franzosen mussten teils über den Ticino, teils bei Piacenza über den Po zurückweichen und hielten nur noch einige Festungen. Die italienischen Tochterrepubliken brachen in der Folge zusammen.
Suworow wendete sich nach Tortona, um die Vereinigung Moreaus mit der aus Süditalien zur Verstärkung herankommenden französische Armee unter MacDonald zu verhindern. Es gelang ihm am 26. Mai Turin zu besetzen. MacDonalds Armee wurde in der Schlacht an der Trebbia (17. und 20. Juni 1799) ebenfalls geschlagen und musste sich bis zur Riviera zurückziehen. Die Österreicher unter Kray belagerten mit unzureichenden Kräften die strategisch wichtige Stadt Mantua. Die Entsatztruppen unter General Joubert wurden am 15. August 1799 in der Schlacht bei Novi von Suworow und Melas geschlagen. Suworow stellte das Königreich Sardinien im Widerspruch zu den österreichischen Kriegszielen wieder her, zog dann aber in die Schweiz ab, um Rimski-Korsakow zu unterstützen.
General Championnet wurde Ende August zum neuen Befehlshaber der französischen Italienarmee ernannt. Am 1. September wurde das bisher selbstständige Kommando unter General Grenier zur Führung des linken Flügels des selbständigen Corpes des Alpes bestimmt. Das Ziel der Franzosen war es, die Verbindung von der Rivera zur Festung Cuneo für den Nachschub zu sichern. Championnet traf am 22. September in Genua ein und versuchte einen Gegenschlag zu führen, wurde aber am 4. November von österreichischen Truppen in der Schlacht bei Genola geschlagen. Am Abend des 26. November wurde die Belagerung von Coni eröffnet; diese kapitulierte nach kurzem Beschuss am 3. Dezember. Österreichische Truppen unter Klenau und Hohenzollern rückten über Chiavari an der Küste Liguriens vor und versuchten am 15. Dezember bei Albano vergeblich einen Handstreich auf die französische Besatzung von Genua.

### Suworows Alpenzug, Zweite Schlacht bei Zürich

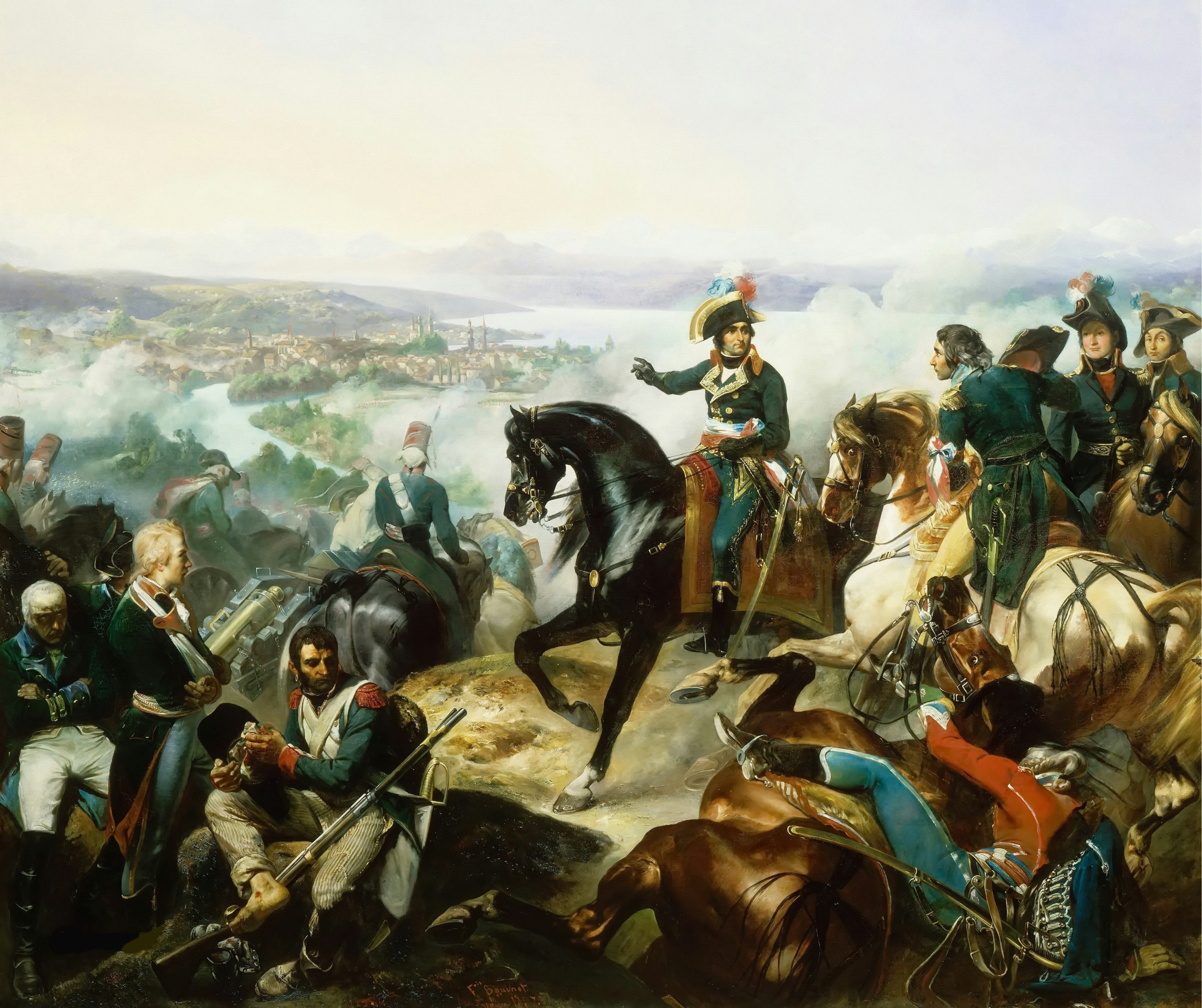
Zweite Schlacht bei Zürich (François Bouchot, 1837)

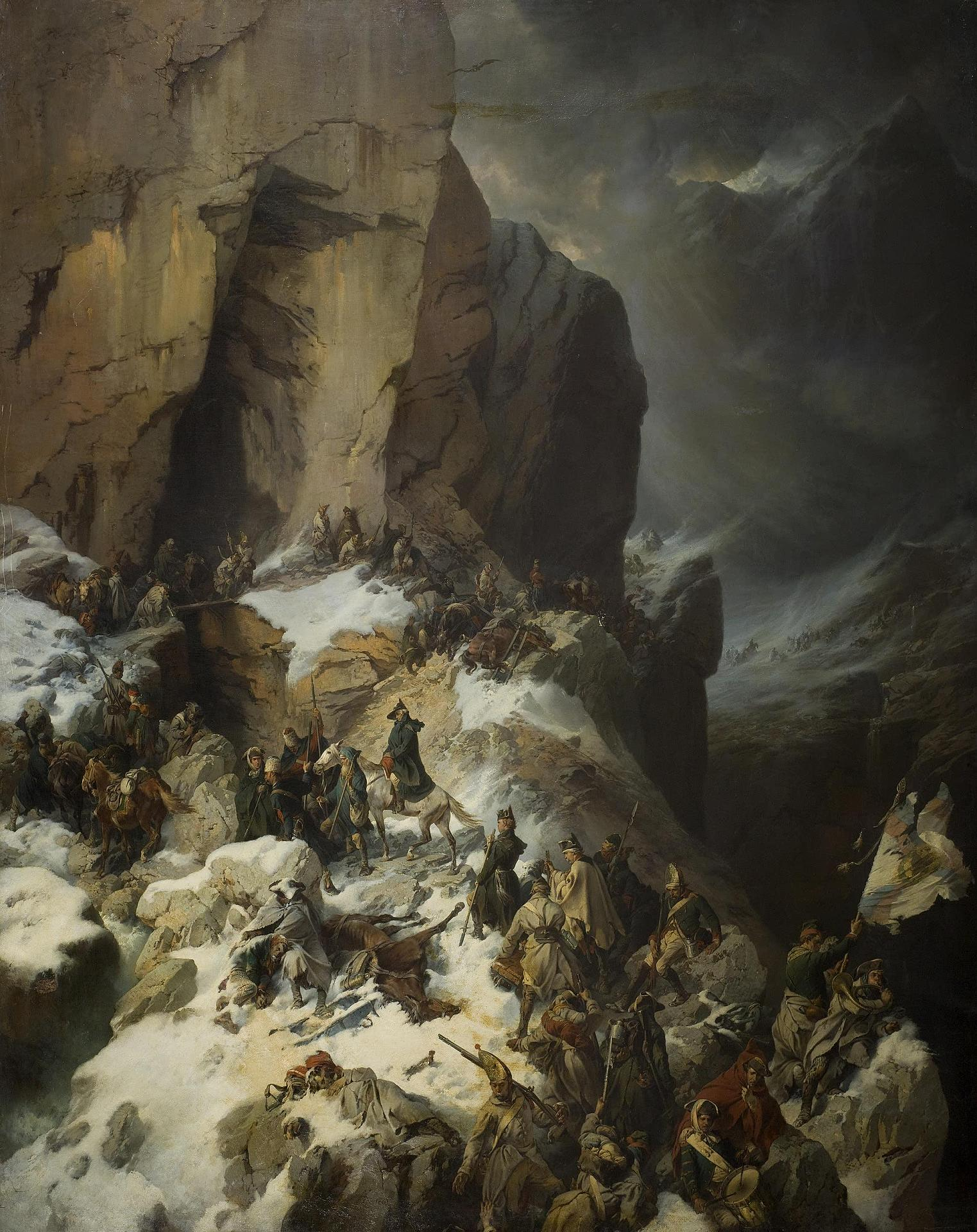
Suworow überquert den Panixerpass (Alexander Kotzebue, 1860)

In der Folge sollte Suworow die Zweite Russische Armee unter Alexander Rimski-Korsakow bei der Eroberung der restlichen Schweiz unterstützen und sich mit diesem vereinigen. Suworow stand am 25. September mit seinen Truppen noch auf dem Gotthardpass und bei Andermatt und musste sich den Weg weiter gegen Lecourbe und dessen Generale Gudin und Loison erkämpfen. Rimski-Korsakow und Hotze wurden aber von Massena in der Zweiten Schlacht bei Zürich (25. und 26. September) vernichtend geschlagen. Die Reste ihrer Armeen flüchteten über den Rhein. Am Vierwaldstättersee bei Flüelen gab es für Suworow kein Durchkommen. So überstieg er den Kinzigpass (Chinzig Chulm) ins Muotatal, wo ihm der herbeigeeilte Massena den Weg abschnitt. Erst hier erfuhr Suworow von der Niederlage Rimski-Korsakows.
Die russische Vorhut unter General Pjotr Bagration kämpfte sich über den Pragelpass in Richtung Glarus und Niederurnen durch. Damals konnte bei Weesen aber kein Zusammenschluss mehr mit den Österreichern hergestellt werden. Die russischen Truppen in Graubünden waren abgekämpft und Suworow musste mit einer Einkesselung rechnen, da die Franzosen wieder den Gotthardpass besetzt hatten. Am 30. September und am 1. Oktober ereignete sich die Schlacht im Muotatal, in der Suworows Truppen die zahlenmäßig überlegenen angreifenden Franzosen von Masséna besiegten. Dennoch entschied sich Suworow am 5. Oktober für den Übergang über Elm und den Panixerpass, von wo er sich mit den Resten seiner Armee nach Österreich zurückzog.

### Britisch-russische Invasion in Holland
In London erkannte die Britische Regierung, dass sich die öffentliche Meinung in den Niederlanden gegen Frankreich gewandt hatte. Daher bereitete die Regierung im Frühsommer eine Expedition unter dem Oberbefehl des Herzogs von York zur Wiedereinsetzung des früheren Statthalters Wilhelm V. von Oranien vor. Die Truppen für die Expedition umfassten etwa 27.000 Mann. Russland verpflichtete sich weitere 17.000 Mann bereitzustellen. Am 27. August 1799 wurden etwa 20.000 Soldaten unter Generalleutnant Sir Ralph Abercromby bei Callantsoog durch die Transportflotte unter Vizeadmiral Andrew Mitchell angelandet. Die Landung wurde dabei durch Linienschiffe der Nordseeflotte unter Admiral Duncan gedeckt. Ziel war es die bereits wenig kriegstüchtige Bataver Flotte zu neutralisieren und die Anhänger des bei den Landungstruppen anwesenden früheren Statthalters Wilhelm V. von Oranien zum Aufstand zu bringen. Die Batavische Verteidigung unter Herman Willem Daendels konnte sich gegen die britische Schiffsartillerie auf den Befestigungen von Den Helder nicht lange halten und mussten sich zurückziehen.
Dem Herzog von York gelang es am 30. August 1799 mit der Kapitulation im Vlieter, den Großteil der niederländischen Flotte zu übernehmen, nachdem Konteradmiral Story das batavische Texel-Geschwader mit 3.700 Mann und 632 Kanonen in der Zuidersee kampflos an Admiral Andrew Mitchell übergeben hatte. Schnell hatte der französische Oberbefehlshaber General Brune die Division unter Vandamme aus Friesland herangeführt und befahl der Division Dumonceau am 9. September bei Alkmaar den Gegenangriff einzuleiten. Die französisch-batavische Armee war den Briten um etwa 23.000 Mann überlegen, wurden aber durch russischen Hilfskorps unter Generalleutnant Hermann von Fersen auf etwa 40.000 Mann verstärkt, aber ein angesetzter Ausbruchsversuch am 10. September bei Krabbendam scheiterte dennoch.
Den Batavisch-französischen Truppen gelang es am 19. September in der Schlacht bei Bergen op Zoom bereits verlorene Stellungen zurückzuerobern. Der Raum zwischen Alkmaar und Zuiderzee konnte durch Überschwemmungen ihrer Flanke mit einer kleinen Zahl von Truppen verteidigt werden. Der Rest der Armee, der mit frischen Truppen verstärkt wurde, wurde zwischen Langedijk und dem Meer konzentriert. Schoorldam, Oudkarspel und Koedijk wurden außerdem befestigt. Als am 6. Oktober 1799 auch in der Schlacht bei Castricum kein Durchbruch gelang, entschloss sich der Herzog von York zum Rückzug. Er sah keine Möglichkeit für ein stabiles Winterquartier im gehaltenen Landegebiet und unterzeichnete am 18. Oktober mit General Brune die Konvention von Alkmaar, einen Waffenstillstand auf freien Abzug.

## Politische Veränderungen
Das Hauptproblem der Koalition waren ihre unterschiedlichen Interessen und Ziele: Großbritannien wollte ein Vordringen Russlands ins Mittelmeer verhindern, und Österreich sah durch die Erfolge von Suworow seine Machtposition in Oberitalien bedroht. Die russische Führung hatte das Gefühl, die Österreicher würden die russischen militärischen Erfolge nur für ihre eigenen Interessen nutzen. Paul I. führte die Niederlage der russischen Truppen auf mangelnde österreichische Unterstützung zurück. Das russische Bündnis mit Großbritannien zerbrach an Meinungsverschiedenheiten über Malta. Daher trat Russland im Oktober 1799 aus der Allianz aus.
Ein Jahr später bildete Russland dann mit den nordischen Staaten und Preußen ein gegen Großbritannien gerichtetes Bündnis der „bewaffneten Seeneutralität“. Preußen annektierte in diesem Zusammenhang das mit England in Personalunion verbundene Kurfürstentum Hannover. Die britische Flotte unter Admiral Nelson zerstörte am 2. April 1801 die dänische Flotte in der Seeschlacht von Kopenhagen. Mit dem Ausscheiden Russlands lastete der Krieg zu Lande auf Österreich sowie auf Bayern und Württemberg.

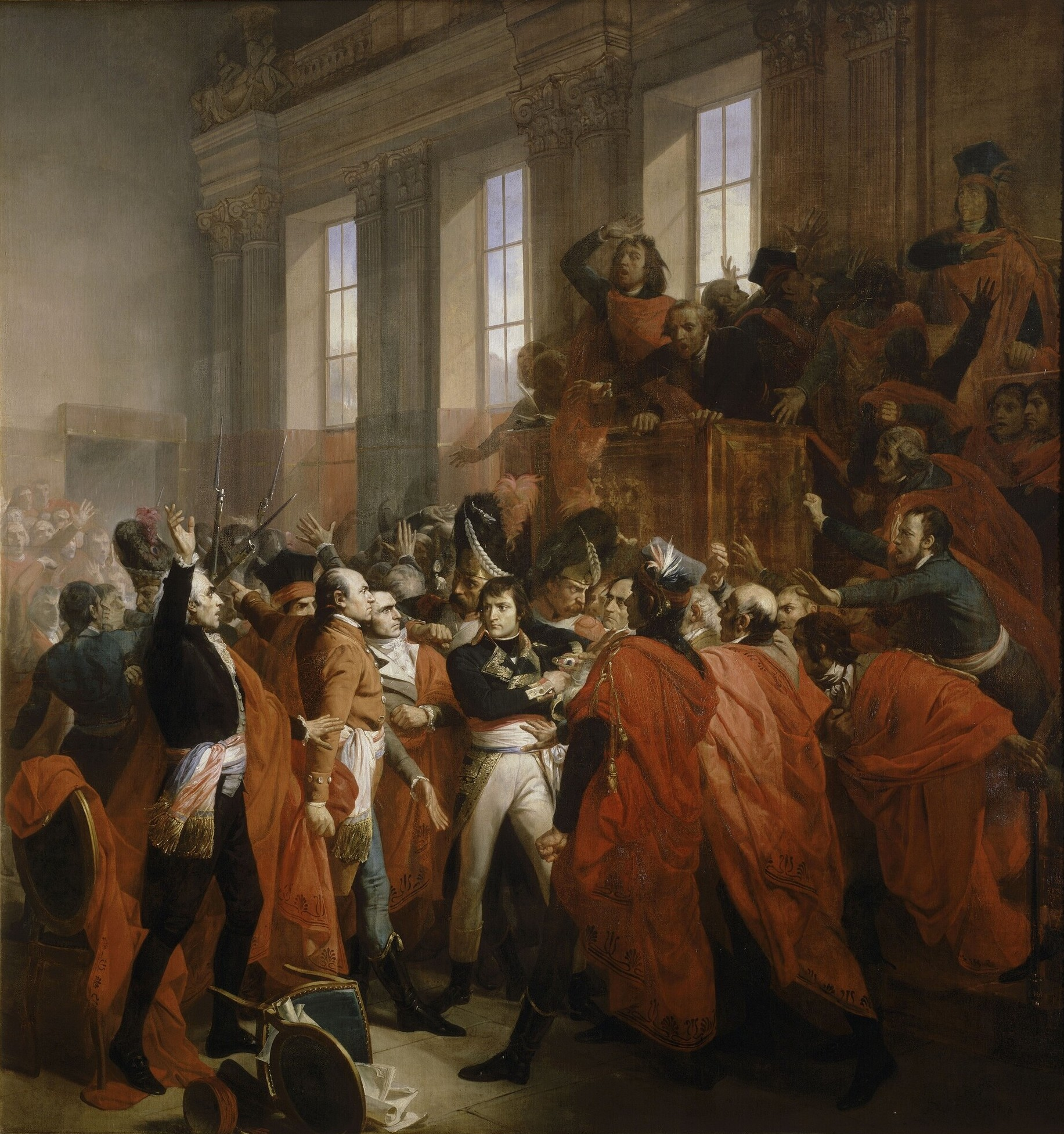
Bonaparte vor dem Rat der Fünfhundert (François Bouchot, 1840)

Inzwischen war Napoleon Bonaparte aus Ägypten nach Frankreich zurückgekehrt. Ihm gelang es durch den Staatsstreich des 18. Brumaire VIII (9. November 1799), die Macht in Frankreich an sich zu reißen und das Konsulat als neue Regierungsform zu etablieren. Er machte vergeblich Friedensangebote auf der Basis des Friedens von Campo Formio. Darauf wollte Österreich nicht eingehen, weil es wiedergewonnenen Gebiete aus der ersten Phase des Krieges hätte zurückgeben müssen. Der damals führende österreichische Politiker Johann Amadeus Franz von Thugut verkannte die Situation und erwartete in Frankreich eine innenpolitische Krise. Trotz Warnungen hielt er angesichts der günstigen militärischen Lage am Kriegskurs fest.

## Die Feldzüge von 1800

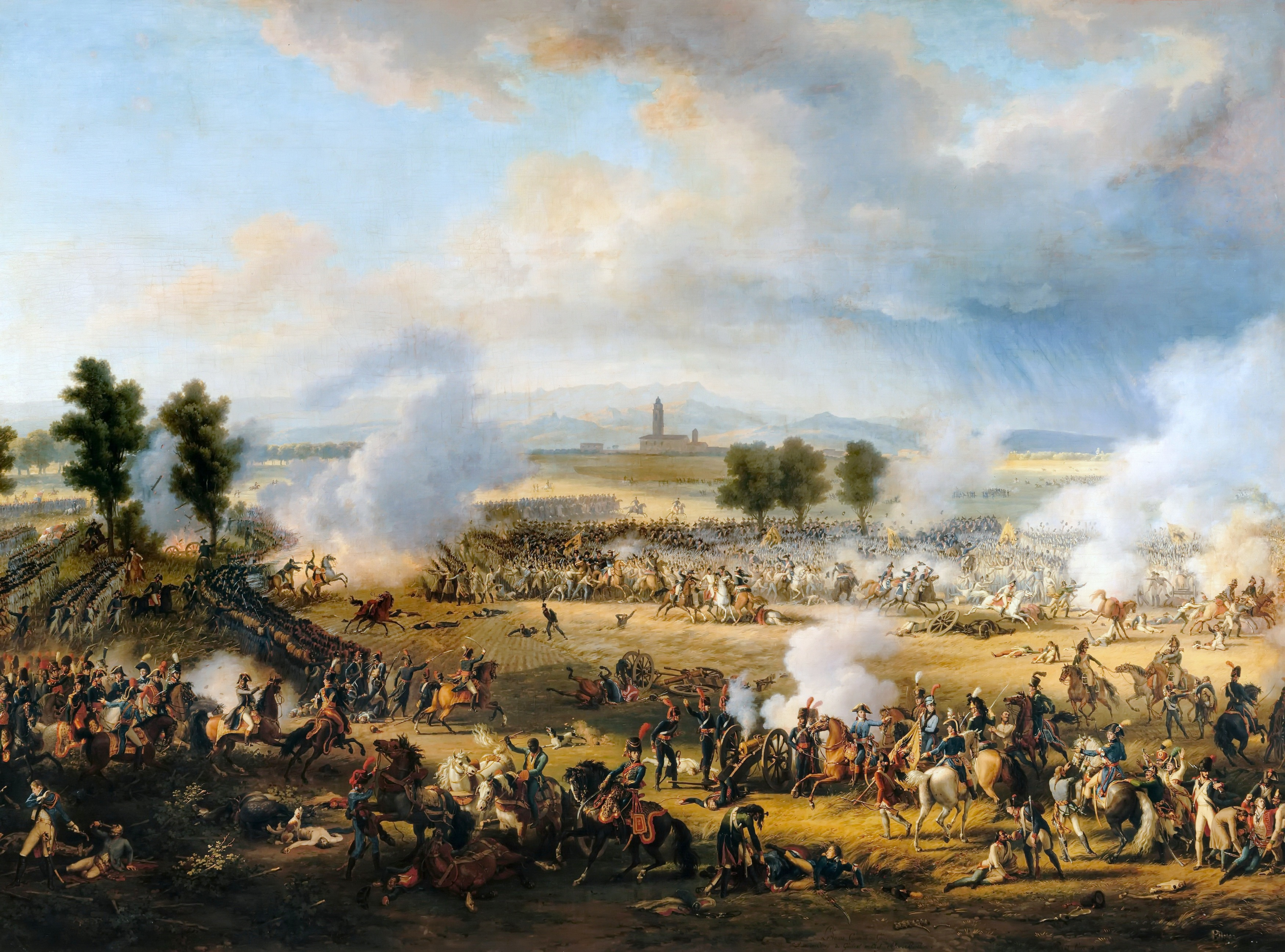
Schlacht bei Marengo (Louis-François Lejeune, 1802)

### Feldzug nach Marengo
Im Mai 1800 überquerte Napoléon mit seiner Armee die Alpen beim Grossen St. Bernhard Pass und erreichte Ende Mai die Poebene. Während der österreichische Oberkommandierende General Michael von Melas mit der Hauptmacht am oberen Po stand und Turin besetzte, hielt das Korps des Feldmarschallleutnant Karl Ott von Bátorkéz die Belagerung von Genua aufrecht, wo eine französische Garnison unter General Masséna verteidigte. Napoleon wandte sich in der Zwischenzeit nach Osten, überquerten den Tessin und besetzte am 2. Juni Mailand. Einen Gegenangriff der Österreicher auf Casteggio wurde durch General Lannes in der Schlacht bei Montebello (9. Juni) abgeschlagen, bei Stradella bezog die französische Hauptmacht vorerst eine feste Stellung. Napoleon Bonaparte ließ am 13. Juni in die Ebene des Tanaro bei Alessandria vorrücken, zwei Divisionen unter General Victor besetzten das Dorf Marengo. Die Franzosen schlugen die Österreicher unter Melas am 14. Juni 1800 in der Schlacht bei Marengo und zwangen den Gegner zum Abschluss der Konvention von Alessandria, die zur Räumung der Cisalpinischen Republik durch die Alliierten führte.

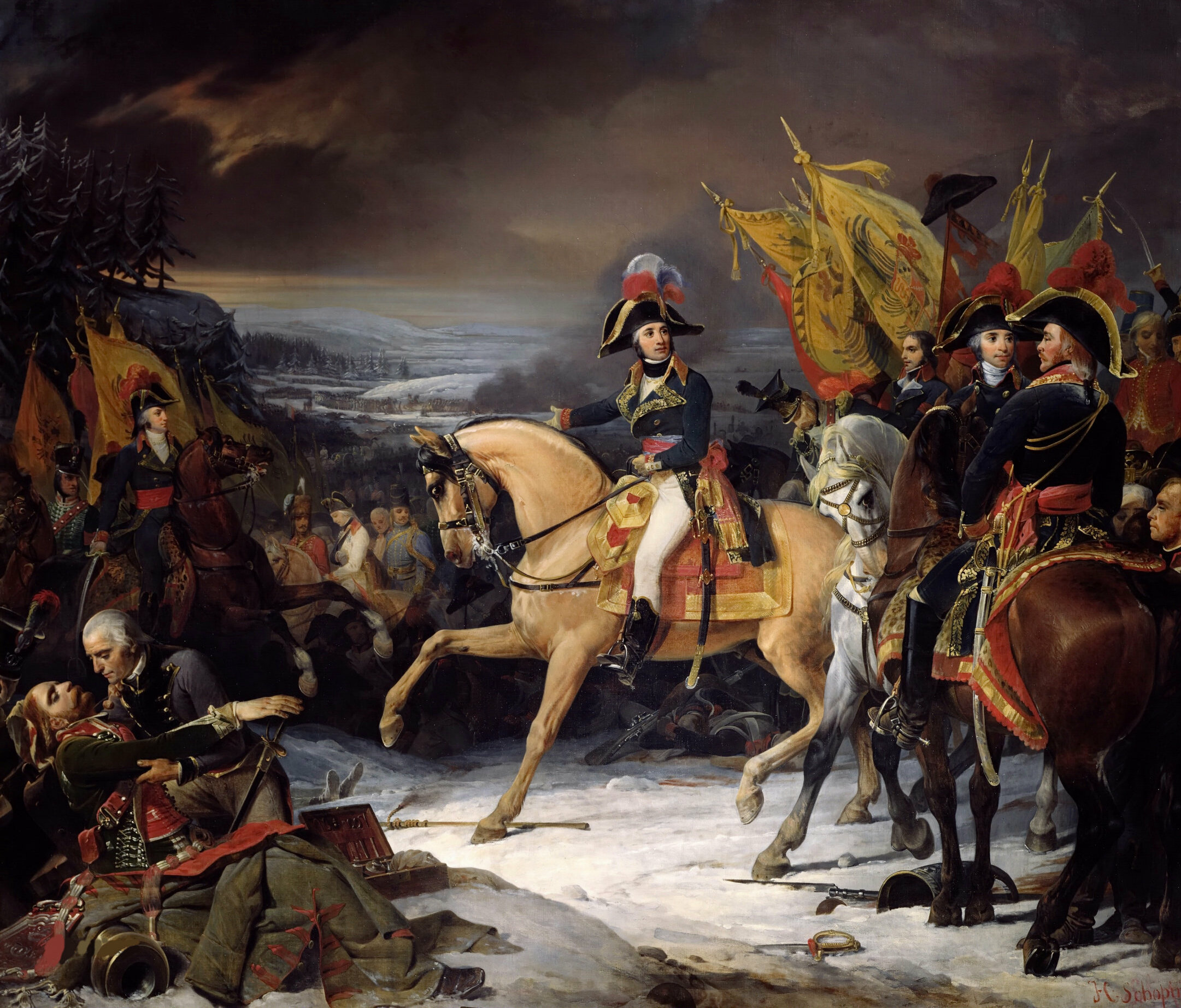
Schlacht bei Hohenlinden (Henri-Frédéric Schopin, 1835)

### Feldzug nach Hohenlinden
Im Februar 1800 wurde Erzherzog Karl als Oberbefehlshaber in Süddeutschland durch Kray ersetzt, der im März sein Hauptquartier in Donaueschingen aufschlug. Die österreichische Hauptarmee war etwa 95.000 Mann stark. Die 120.000 Mann starke französische Rheinarmee unter General Moreau ging vom 25. bis 28. April von Straßburg, Breisach und Basel aus zum Angriff über. Am 1. Mai überquerte auch ihr rechter Flügel unter General Lecourbe bei Rheinklingen den Fluss, worauf noch am selben Tag die württembergische Festung Hohentwiel kapitulierte. Am 3. Mai wurden die Österreicher bei Stockach und Engen geschlagen, und nach weiteren Niederlagen bei Meßkirch (5. Mai) und Biberach (9. Mai) war Kray gezwungen, über die Donau nach Ulm zurückzugehen.
Am 18. Juni nahmen die Franzosen München ein, worauf sich die österreichisch-bayerischen Truppen hinter den Inn zurückzogen. Nachdem Kray am 19. Juni bei Höchstädt besiegt worden war, wurde er am 31. Juli durch Erzherzog Johann ersetzt. Inzwischen hatten die Franzosen auch Graubünden besetzt. 
Moreau hatte mit Kray am 15. Juli den Waffenstillstand von Parsdorf geschlossen. Da nachfolgende Friedensverhandlungen zu keinem Ergebnis führten, nahm er den Kampf aber wieder auf. Eine neu formierte österreichische Armee unter Erzherzog Johann wurde am 3. Dezember bei Hohenlinden und am 14. Dezember am Walserfeld geschlagen. Daraufhin wurde am 25. Dezember der Waffenstillstand von Steyr geschlossen. Österreich war vollständig besiegt, England isoliert, und Russland hatte sich wieder Frankreich angenähert.

## Kriegsende

### Österreich und Heiliges Römisches Reich
Am 9. Februar 1801 wurde mit dem Frieden von Lunéville der Krieg zwischen Frankreich, Österreich und dem Heiligen Römischen Reich beendet. Der Friede bedeutete im Kern eine Rückkehr zum Frieden von Campo Formio, das heißt die Wiederherstellung der französischen Vorherrschaft in Italien. Österreich war gezwungen, die Tochterrepubliken und die früheren französischen Erwerbungen (etwa die linksrheinischen Gebiete des Reiches und die österreichischen Niederlande) offiziell anzuerkennen. Außerdem kamen die habsburgischen Sekundogenituren im Großherzogtum Toskana und im Herzogtum Modena unter französische Kontrolle. Ersatz für die bisherigen Herrscher sollte dafür aus Säkularisationen geschaffen werden.

### Italien und Spanien
Neapel musste nach der Niederlage bei Siena am 14. Januar 1801 Frieden schließen. Portugal wurde im Mai 1801 von Spanien angegriffen und musste sich ergeben.

### Russland
Offiziell hatte Russland schon im Herbst 1801 Frieden mit Frankreich geschlossen. Dabei kam es zu Verabredungen über eine territoriale Neuordnung in Deutschland. Der preußisch-österreichische Dualismus erleichterte es den beiden Mächten, grundlegende Veränderungen der Struktur des Reiches durchzusetzen. Beide wollten die mittleren Staaten zu Lasten der beiden deutschen Großmächte stärken. Auf dem Reichsdeputationshauptschluss wurde über die Veränderungen verhandelt. Dabei wurden die wesentlichen Ergebnisse bereits durch Verträge Frankreichs mit den verschiedenen deutschen Staaten vorweggenommen. Russland und Frankreich verständigten sich auf einen Entschädigungsplan. Die Deputation des Reichstages konnte daran nichts Wesentliches mehr ändern. Somit waren die Säkularisationen der Germania Sacra und die Mediatisierung der kleinen Reichsstände zu Gunsten der Mittelstaaten eine Folge des Zweiten Koalitionskrieges.

### Großbritannien
In Großbritannien wurde die Regierung vor dem Hintergrund wirtschaftlicher Probleme zum Frieden gedrängt. Im Februar 1801 stürzte die Regierung Pitt. Sein Nachfolger Henry Addington, begann mit Friedensverhandlungen. Gleichwohl schickte er 14.000 Soldaten unter dem Kommando Ralph Abercromby nach Ägypten. Am 21. Mai 1801 besiegte Abercromby in der Schlacht von Alexandria General Menou. Die Französische Garnison in Alexandria ergab sich schließlich am 2. September. Damit endete die ägyptische Expedition. Der Zweite Koalitionskrieg endete durch den Frieden von Amiens zwischen Frankreich und England am 27. März 1802. Beide Parteien leisteten Verzicht: England versprach, Ägypten und Malta aufzugeben, und erkannte die „natürlichen Grenzen“ Frankreichs an. Frankreich verzichtete auf zukünftige koloniale Erwerbungen.